# 大麻泉町
大麻泉町（おおあさいずみちょう）とは、北海道江別市の町丁。郵便番号は069-0864。人口は1,862人、世帯数は901世帯（2023年12月1日現在）。丁目の設定のない単独町名である。住居表示は全域で未実施。

## 地理
大麻東町は函館本線の北西側の地域で、町内を11丁目通が横断している。

## 歴史

### 年表
- 1974年（昭和49年）
  - 11月1日 - 「元野幌」の一部が「大麻泉町」に町名地番変更[5]。
- 2013年（平成25年）
  - 11月2日 - 「元野幌」の一部が「大麻泉町」に町名地番変更[5]。

### 町名の変遷
町名の変遷は以下の通りである。
| 実施後   | 実施年月日    | 実施前（各町名ともその一部） |
| -------- | ------------- | ---------------------------- |
| 大麻泉町 | 1974年11月1日 | 元野幌                       |
| 大麻泉町 | 2013年11月2日 | 元野幌                       |

## 世帯数と人口
2023年（令和5年）12月1日現在の世帯数と人口は以下の通りである。
| 町丁     | 世帯    | 人口    |
| -------- | ------- | ------- |
| 大麻泉町 | 901世帯 | 1,862人 |
| 計       | 901世帯 | 1,862人 |

### 人口の変遷
国勢調査による人口の推移。
| 1995年（平成7年）  | 1,445人 | [ 6 ]  |  |
| 2000年（平成12年） | 1,462人 | [ 7 ]  |  |
| 2005年（平成17年） | 1,417人 | [ 8 ]  |  |
| 2010年（平成22年） | 1,377人 | [ 9 ]  |  |
| 2015年（平成27年） | 1,614人 | [ 10 ] |  |
| 2020年（令和2年）  | 1,854人 | [ 11 ] |  |

### 世帯数の変遷
国勢調査による世帯数の推移。
| 1995年（平成7年）  | 636世帯 | [ 6 ]  |  |
| 2000年（平成12年） | 642世帯 | [ 7 ]  |  |
| 2005年（平成17年） | 630世帯 | [ 8 ]  |  |
| 2010年（平成22年） | 609世帯 | [ 9 ]  |  |
| 2015年（平成27年） | 723世帯 | [ 10 ] |  |
| 2020年（令和2年）  | 817世帯 | [ 11 ] |  |

## 小・中学校の通学区
小・中学校の通学区は以下の通り。
| 町丁     | 字・番地 | 小学校     | 中学校       |
| -------- | -------- | ---------- | ------------ |
| 大麻泉町 | 全域     | 大麻泉学校 | 大麻東中学校 |

## 施設

### 公共・公的施設
- 江別市立大麻泉小学校（大麻泉町27）[13]

### 公園
- いずみ緑道（大麻泉町24-5）[14]
- 大麻第2緑地（大麻泉町33-5他）[14]
- かしわ公園（大麻泉町20-1）[14]
- かとれあ公園（大麻泉町3-32）[14]
- ことぶき公園（大麻泉町8-11）[14]
- だりあ公園（大麻泉町29-9他）[14]
- ぼたん公園（大麻泉町14-39他）[14]

### 企業・店舗
- セイコーマート 泉町店（大麻泉町5-1）[15]

## 交通

### 鉄道
- 鉄道駅は町内には存在しない。最寄り駅は函館本線の大麻駅。
  - 北海道旅客鉄道
    - ■函館本線

### バス
- 町内に ジェイアール北海道バスの路線がある[16]。

### 道路
- 一般国道
  - 町内に一般国道は通っていない[17]。
- 一般道道
  - 町内に一般道道は通っていない[17]。
- 都市計画道路
  - 3・4・324 11丁目通[17][18]